# 西夏侯遗址
西夏侯遗址，位于山东省济宁市曲阜市息陬镇西夏侯村，屬於新石器時代大汶口文化，是中华人民共和国全国重点文物保护单位之一。
2006年12月7日，公布为山东省文物保护单位，2013年5月公布为全国重点文物保护单位，是一座古遗址。